# Fëdor Grigor'evič Orlov
Fëdor Grigor'evic Orlov (in russo Фёдор Григорьевич Орлов?; Mosca, 8 febbraio 1741 – Mosca, 17 maggio 1796) è stato un militare e politico russo, favorito come il fratello dell'imperatrice Caterina II. Era figlio di Grigorij e fratello di Aleksej, Grigor e di Vladimir.

## Biografia
Fëdor Grigor'evic Orlov era figlio di Grigorij Ivanovič Orlov (1685-1746), governatore della fortezza di Novgorod, e di sua moglie, Luker'ja Ivanovna Zinov'eva. Intraprese come i fratelli, ancora giovanissimo, la carriera militare e partecipò alla Guerra dei Sette anni, dando prova di grande coraggio. Durante il colpo di stato attuato dalla zarina Caterina II, prese le parti della sovrana come i suoi fratelli. Venne nominato capitano del reggimento della guardia imperiale Sémionovsky ed elevato al titolo di conte il giorno dell'incoronazione della zarina. Ottenne l'incarico di Kammerherr a corte. Il 20 agosto 1763 venne nominato procuratore al senato, ottenendo la croce dell'Ordine di Sant'Alexandr Nevski. Nel 1767 venne incaricato dell'amministrazione della provincia del Governatorato di Orël.
Riprese il suo servizio militare nella prima guerra russo turca e nel 1770 fece parte della spedizione organizzata da Grigori Andreyevič Spiridov e da suo fratello Aleksej Grigor'evič Orlov-Česmenskij (non a caso viene definita dagli storici la "Rivolta Orlov"). Si distinse nella battaglia di Cesme a bordo del vascello le Saint-Eustache salvando parte dell'equipaggio. Venne nominato tenente generale e ricevette contestualmente la II classe dell'Ordine Imperiale di San Giorgio e la Spada d'oro al coraggio il 22 settembre 1770.
Tornato a San Pietroburgo nel gennaio del 1772, venne nominato generale il giorno della firma del Trattato di Küçük Kaynarca, ritornando poi alla vita civile.
Il conte si trasferì a Mosca nel 1775 e vi morì nel 1796. Dal suo matrimonio ebbe cinque figli maschi e due femmine. Due dei suoi figli, Michail e Aleksej, intrapresero la carriera militare e divennero entrambi generali dell'esercito russo.